# Karl Sigmund Raimund von Gemmingen
Karl Sigmund Raimund von Gemmingen (* 21. Mai 1838 in Bonfeld; † 21. Dezember 1880 in Neubronn) war Mitglied der I. Kammer der Badischen Ständeversammlung.

## Leben

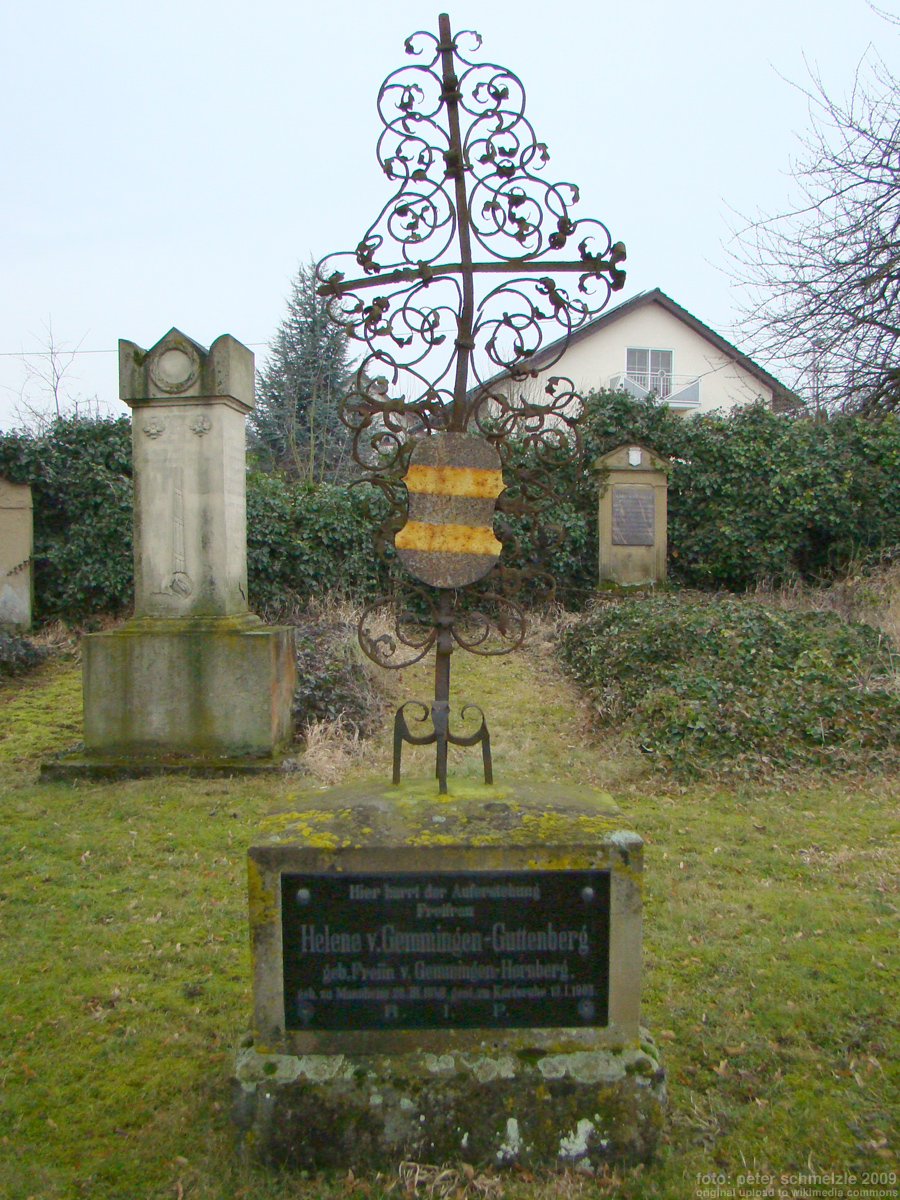
Grabmal seiner Gattin auf dem Bonfelder Friedhof

Er war ein Sohn des Eduard Friedrich Ludwig von Gemmingen (1807–1846) und der Luise von Gemmingen-Hornberg (1812–1849). Nach dem frühen Tod der Eltern kam er gemeinsam mit seinem Bruder Sigmund Gustav Adolf von Gemmingen in die Obhut seines Onkels Franz Karl von Gemmingen-Hornberg (1806–1867). Er besuchte die Gymnasien in Karlsruhe und Mannheim und trat 1856 als Kadett in das Leibdragoner-Regiment in Karlsruhe ein. 1857 wurde er Leutnant. 1866 nahm er am Feldzug gegen Preußen teil, trat 1867 aber aus dem Militärdienst aus. Als Abgeordneter des grundherrlichen Adels gehörte er der I. Kammer der Badischen Ständeversammlung an. Er und seine Gattin wurden im Baronenviertel des Bonfelder Friedhofs begraben.

## Familie
Er heiratete 1864 Helene von Gemmingen-Hornberg (1840–1905), eine Tochter von Franz Karl von Gemmingen, und blieb wohl ohne Nachkommen.